# Саидзода, Саловати Хокиро
Саловати Хокиро Саидзода  (род. 1 апреля 1995, Душанбе) — российский борец сумо, самбо. Двукратный чемпион Европы (2016 в двух возрастных категориях), трёхкратный чемпион России (2015, 2016, 2017,). Спортсмен сборной России по сумо. Выступает в весовых категориях до 60 кг, до 70 кг. Мастер спорта России международного класса.

## Биография
Родился 01 апреля 1995 года в республике Таджикистан в городе Кофарнихон. По национальности — таджик. До 2 лет жил в Таджикистане в г. Душанбе. В 2 года переехал в Москву. С 3 класса начал изучать единоборства. С 2004 года начал тренироваться тхэквондо. Мотивировали его на спортивное направление фильмы 1990 годов в жанре боевики.
Первые успехи в 2007 году на первенстве Москвы, где он стал чемпионом. В 2012 году стал обладателем чёрного пояса по тхэквондо 2 дан.
После окончания школы стал интересоваться борьбой. В спортивной школе «Борец», где директор школы И. И. Куринной (трёхкратный чемпион мира по самбо) развивал борьбу сумо. Там он начал изучение приёмов борьбы самбо, а вскоре в 2014 году дебютировал в сумо. В том же году завоевал бронзовую медаль на первенстве России в городе Ижевск.
В 2015 году впервые стал призёром Чемпионата Европы по сумо. С 2017 года начал заниматься карате (ВКФ).

## Спортивная карьера
В феврале 2015 года выиграл Чемпионат России в городе Чехов.
В 2015 году, в мае завоевал серебряную медаль Чемпионата Европы по сумо. В ноябре 2015 года выиграл мастерский Кубок Губернатора Нижнего Новгорода.
В апреле 2016 года стал двукратным чемпионом России по сумо в весовой категории до 60 кг.
В мае 2016 года на в Польше стал Чемпионом Европы, в двух возрастных категориях до 60 кг и стал двукратным Чемпионом Европы.
В феврале 2017 году стал трёхкратным Чемпионом России по сумо в Смоленске в весовой категории 70 кг.
В апреле 2017 года в Грузии, Тбилиси бронзовую медаль, уступив будущему Чемпиону Европы.
В марте 2018 завоевал серебряную медаль Чемпионата России в весовой категории до 70 кг.
Чемпионат Европы в апреле 2018 года в Болгарии также принесло серебряную медаль.
В 2019 году на Чемпионате России в весовой категории 70 кг завоевал бронзу.Бронзовая медаль на Чемпионате России.
В ноябре 2019 года в г. Дзержинск прошёл Кубок Европы среди женщин и мужчин, где Саловати Саидзода стал обладателем золотой медали.
3 декабря 2022 года выиграл Первый Кубок Содружества в городе Чехов.
В январе 2024 по приказу Министерства спорта Российской Федерации было присвоено Мастер спорта России международного класса
8 декабря 2024 года завоевал серебряную медаль международного турнира Кубок Содружества в городе Москва.

## Достижения
- Кубок Европы по сумо 2019 года (Россия, Дзержинск) — ;
- Чемпионат России по сумо 2019 года — ;
- Чемпионат Европы по сумо 2018 года (Болгария, Пловдив) — ;
- Чемпионат России по сумо 2018 года — ;
- Чемпионат Европы по сумо 2017 года (Грузия, Тбилиси) — ;
- Чемпионат России по сумо 2017 года (Смоленск) — ;
- Чемпионат Европы по сумо 2016 года (Польша, Кротошин) — ;
- Первенство Европы по сумо 2016 года до 23 лет (Польша, Кротошин) — ;
- Чемпионат России по сумо 2016 года — ;
- Чемпионат Европы по сумо 2015 года (Литва) — ;
- Чемпионат России по сумо 2015 года (Чехов) — .

## Фильмография
Летом 2019 года исполнил роль судьи в полнометражном фильме режиссера Ильи Ермолова "Маленький воин".
| Год  | Фильм                   | Роль  |
| ---- | ----------------------- | ----- |
| 2020 | Маленький воин (Россия) | Судья |

## Другое
Принял участие в качестве эксперта федеральном СМИ Lenta.ru по вопросу квартиросъемщиков в России. Заголовок статьи: «Женщину без мужчины почти не рассматриваю», было взято из его комментария.  Участвовал в качестве эксперта Российская газета по вопросам нарушения авторских прав уличными аниматорами. В ноябре 2019 года в качестве эксперта было взято интервью самарской газетой "Аргументы и Факты" по теме: "Ключи от бодрости. Что такое биохакинг". В декабре того же года в "Аргументы и Факты" в качестве эксперта рассказал о женском сумо.